# Ecclesia de Eucharistia

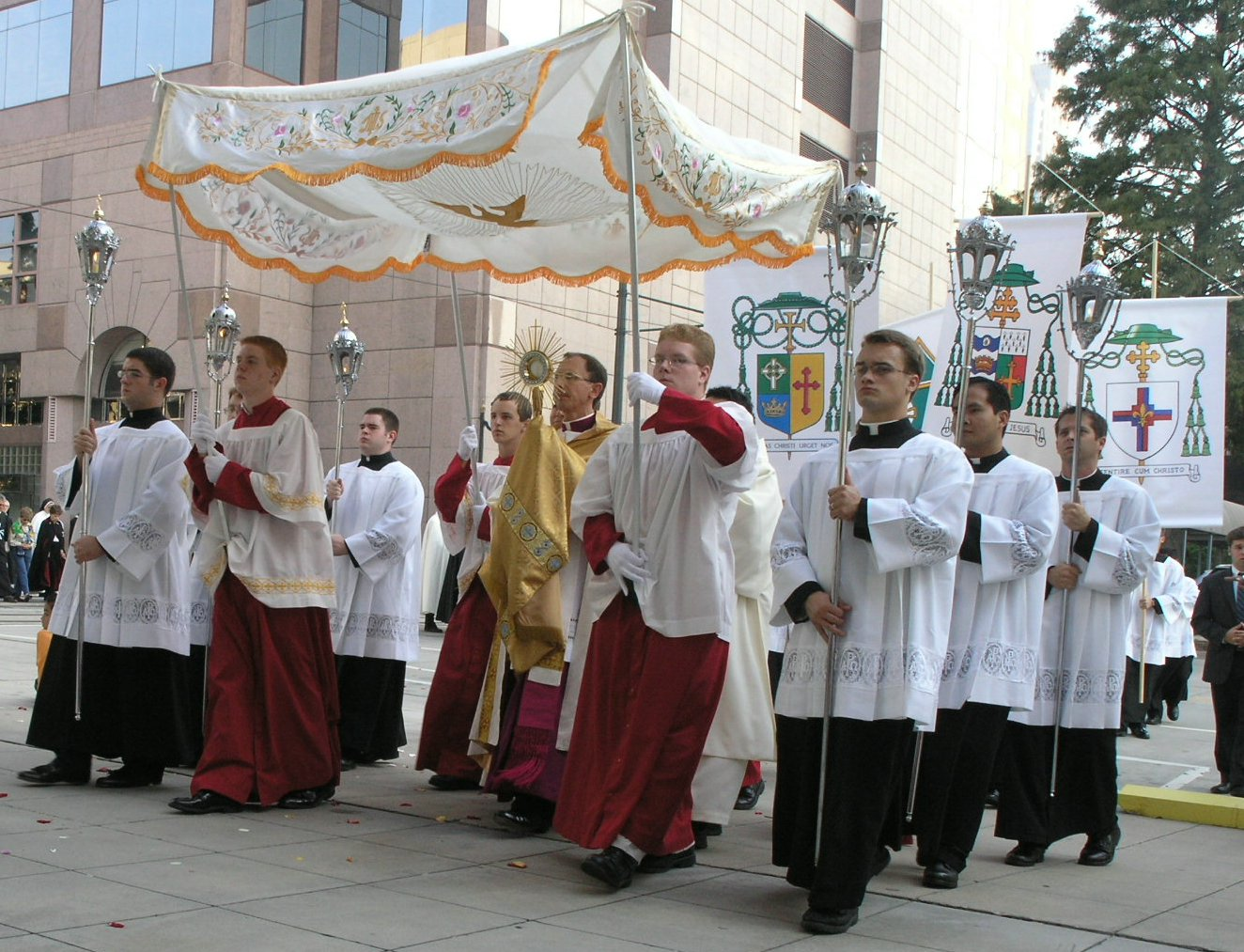
Det allraheligaste sakramentet bärs i procession

Ecclesia de Eucharistia (svenska: Eukaristin och kyrkan) är påven Johannes Paulus II:s fjortonde och sista encyklika, promulgerad skärtorsdagen den 17 april 2003.
I encyklikan ger Johannes Paulus II en personligt hållen, men samtidigt en helt traditionstrogen sammanfattning av katolska kyrkans lära om altarets allraheligaste sakrament, eukaristin. Skrivelsen manar även till större vördnad vid firandet av liturgin.

### Fotnoter
1. ↑  Giles Fraser (28 juli 2017). ”Father Jacques Hamel died as a priest, doing what priests do” (på engelska). Guardian. https://www.theguardian.com/commentisfree/belief/2016/jul/28/father-jacques-hamel-died-as-a-priest-doing-what-priests-do. Läst 22 oktober 2017.